# Formica microphthalma
Formica microphthalma es una especie de hormiga del género Formica, familia Formicidae. Fue descrita científicamente por Francoeur en 1973.
Se distribuye por los Estados Unidos. Se ha encontrado a elevaciones de hasta 2929 metros. Vive en microhábitats como rocas, piedras y nidos.